# Canadisk poppel
Canadisk poppel (Populus x canadensis) eller landevejspoppel er det mest almindelige stynede træ i de østdanske hegn. Det er en krydsning mellem Sort-Poppel (P. nigra) og Virginsk Poppel (P. deltoides).

## Beskrivelse
Træet er hurtigt (100 - 130 cm pr år) - og højtvoksende, op til 30 meter med kraftig gennemgående stamme. Det tåler topkapning og gentagen kraftig beskæring. Canadisk poppel blomstrer i april-maj lige før løvspring. Bladene er store og trekantede, bronzefarvede ved udspring. De kan under optimale forhold blive flere 100 år gamle
Se panorama-billede nederst på denne side.

## Voksested
Canadisk Poppel er almindeligt plantet i hele landet langs veje, i markskel og parker.
Den er grådig overfor naboplanterne og giver stærk skygge, når den har fuld krone. Den tåler megen vind og kræver meget lys. Den trives på al slags jord, undtagen på meget våd jord.
Mange kloner af landevejspoppel er modtagelig overfor en alvorlig svampesygdom. Disse kloner skal man undgå at plante, da de smitter hinanden.